# 圣莱奥德伽尔教堂

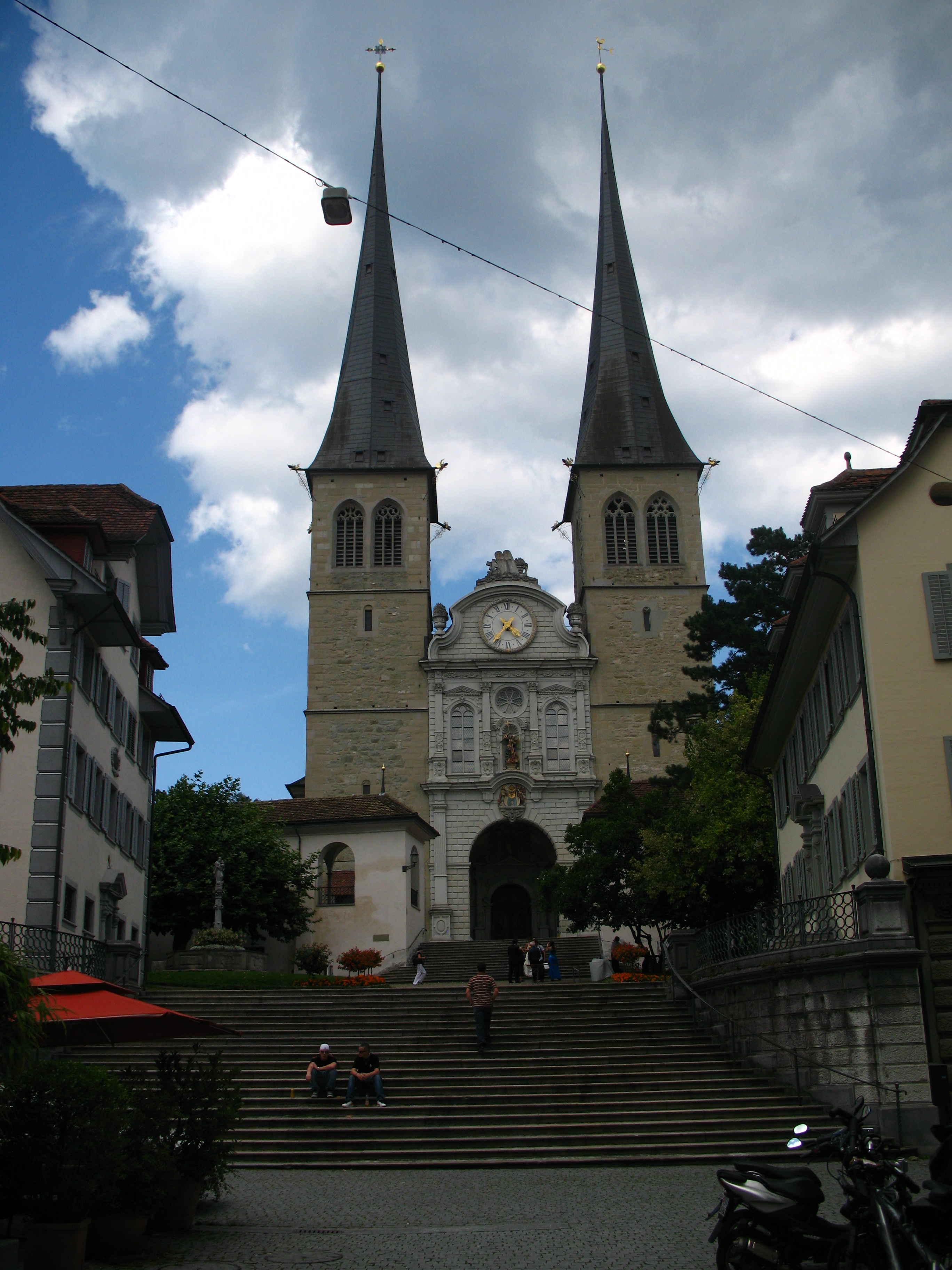
圣莱奥德伽尔教堂

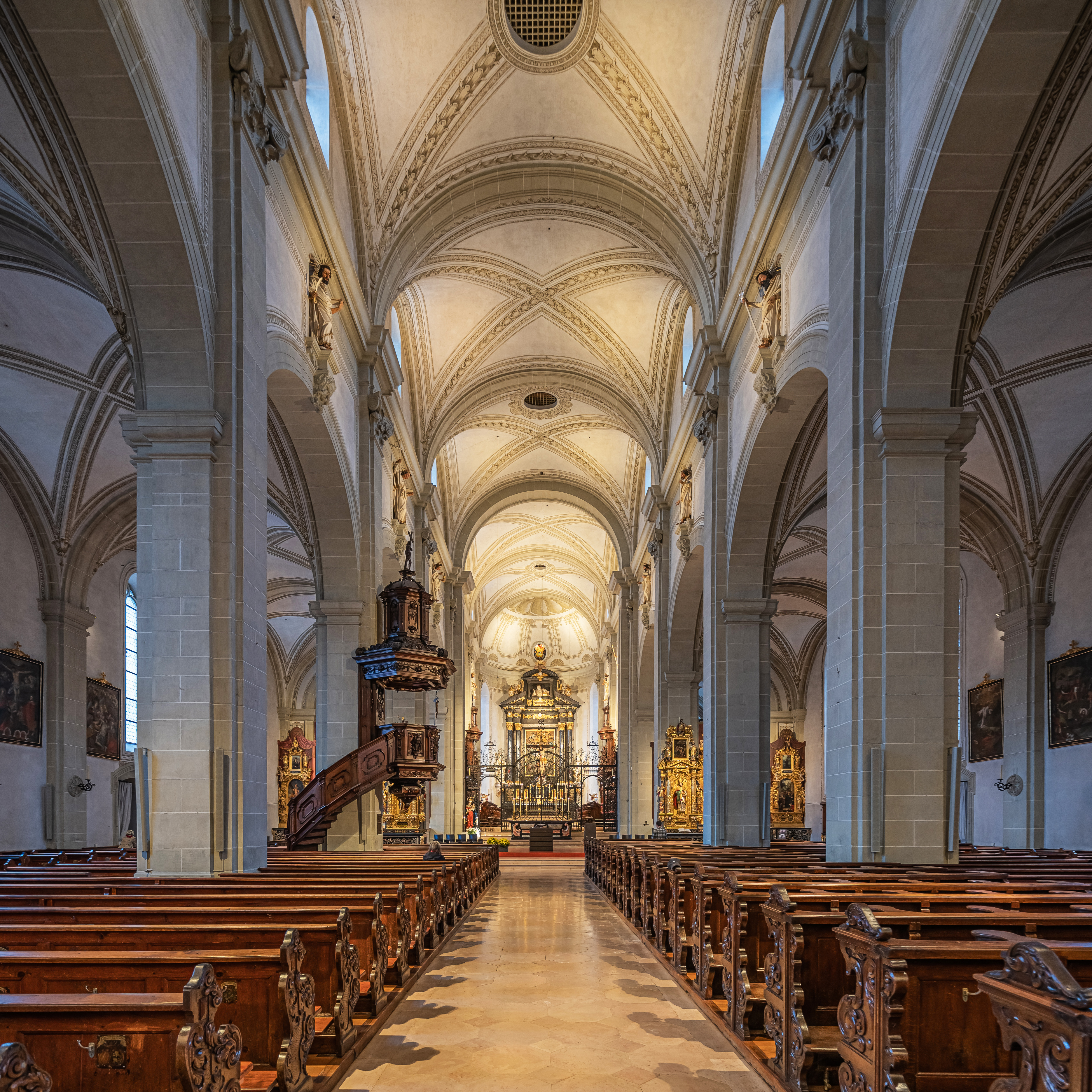

圣莱奥德伽尔教堂（St. Leodegar im Hof）是瑞士卢塞恩最重要的教堂和该市的地标。

## 历史
这座教堂于1633年至1639年修建在1633年被烧毁的罗马教堂基础上，是阿尔卑斯山以北在三十年战争期间兴建的少数几座教堂之一，也是瑞士后期文艺复兴时期最大、美术史丰富的教堂之一。在8世纪，在今天教堂所在的地点，已经有一个修道院供奉圣穆理思的教堂，由矮子丕平捐赠。到了12世纪，这个修道院由Murbach修道院管辖，他们的主保圣人是圣莱奥德伽尔。1291年，这个修道院出售给哈布斯堡家族。1433年，卢塞恩市不再是Eidgenossenschaft成员，受到修道院的控制，在1455年，它被转换为从本笃会教堂变成“普世修会”教堂。在宗教改革时期，这个修道院进入了全盛期，因为卢塞恩在瑞士的天主教各州是一个突出的的城市。罗马教宗的使者，驻扎在卢塞恩，使用这座教堂作为他的主教座堂。1874年，圣莱奥德伽尔本堂区成立，这座教堂同时既是一个修道院教堂，又是一个本堂区圣堂，直到今日。